# Строганов, Александр Сергеевич
Барон, затем (1761) граф Алекса́ндр Серге́евич Стро́ганов (3 (14) января 1733, Москва — 3 (15) октября 1811, Санкт-Петербург) — русский государственный деятель из рода Строгановых: сенатор, обер-камергер (1797), действительный тайный советник 1-го класса (15 сентября 1811), с 1800 г. президент Императорской Академии художеств. Крупнейший землевладелец и уральский горнозаводчик; коллекционер и благотворитель. С 1784 г. петербургский губернский предводитель дворянства.

## Биография
Единственный сын барона Сергея Григорьевича Строганова и Софьи Кирилловны Нарышкиной (1708—1737). Получив хорошее домашнее образование, завершил его путешествием за границей: в 1752—1757 годах слушал лекции в университетах Женевы, Болоньи и Парижа.
В 1758 году женился на графине Анне Михайловне Воронцовой, единственной дочери государственного канцлера. После нескольких лет домашних неурядиц супруги разъехались. В декабре 1764 году тесть М. И. Воронцов извещал И. И. Шувалова:

О негодном зяте было писано мне, что он совсем промотался, лучшие деревни распродал и достальные взаймы дал; он сверх легкомысленности и ветреного нрава, также и злое сердце имеет.

Грамотой римского императора Франца I, от 29 мая (9 июня) 1761 года, «состоящий при посольстве в Вене камер-юнкер, Российской империи барон Александр Сергеевич Строганов возведён, с нисходящим его потомством, в графское Римской империи достоинство». На принятие означенного достоинства и пользование им в России последовало Высочайшее соизволение 16 (27) июля 1761 года.
Граф Строганов был крупной фигурой Русского Просвещения: участвовал в работе комиссии по составлению нового уложения, отстаивал создание школ для крестьян. С 1771 по 1779 годы жил за границей. Занимал высокие должности в масонских ложах в Пруссии и Франции. Участвовал в создании масонской организации, получившей название Великий восток Франции, занимал там ряд административных должностей. Член знаменитой ложи «Les Neuf Sœurs».
С 1776 года — почётный член Императорской Академии наук.
В октябре 1781 года принимал участие в торжественном открытии Пермского наместничества и города Перми.
С 1783 года — действительный член Императорской Российской академии. Активный участник составления Академического словаря.
При частых поездках в чужие края занялся составлением своей известной коллекции картин знаменитейших мастеров, эстампов, камней, медалей и монет (последних — свыше шестидесяти тысяч). Строганов интересовался химией и проводил эксперименты с веществами, что дало современникам повод заподозрить его в отравлении неугодной жены и даже самого Петра III. Собранная им картинная галерея считалась первой в Петербурге после императорской.
Создатель Строгановской дачи в Санкт-Петербурге на Чёрной речке. Инициатор строительства собора с привлечением русского архитектора и председатель (с 1801 года) попечительского совета по строительству Казанского собора. Владелец одного из самых известных домов в Петербурге — Строгановского дворца на углу Невского проспекта и реки Мойки.
С 1784 года и до своей смерти был петербургским губернским предводителем дворянства; современники его любили за пышные приёмы и гостеприимство. Именно Строганов организовал первую в России партию в «живые шахматы». Она состоялась в загородном дворце графа по случаю приезда в Петербург шведского короля Густава IV в 1796 году.
Именным высочайшим указом, от 21 апреля (2 мая) 1798 года, обер-камергер, сенатор, действительный тайный советник Римской империи, граф Александр Сергеевич Строганов возведён, с нисходящим его потомством, в графское Российской империи достоинство.
С 1800 года и до смерти состоял президентом Императорской Академии художеств и директором Императорской Публичной библиотеки. После создания Государственного совета стал его членом. 
Похоронен в Александро-Невской лавре на Лазаревском кладбище (II уч.), рядом с отцом.

## Семья
Женат с 18 февраля 1758 года на графине Анне Михайловне Воронцовой (13 апреля 1743 — 21 февраля 1769), дочери графа М. И. Воронцова. Супруги разъехались в ноябре 1762 года.
Сразу после смерти первой жены, 27 июля 1769 года, женился на княжне Екатерине Петровне Трубецкой (1744—1815), дочери сенатора, действительного тайного советника П. Н. Трубецкого. В 1779 она бросила мужа ради И. Н. Римского-Корсакова и жила отдельно в Москве. В браке со Строгановым имела детей:
- София Александровна (1770—04.04.1771), умерла «от колотья», похоронена в Александро-Невской лавре[9].
- Павел Александрович (1774—1817), в молодости якобинец, затем друг Александра I, член его Негласного комитета; после вступления на военную службу (1807) — генерал-адъютант, командующий дивизией и корпусом.
- София (Наталия) Александровна (1776—1794), не замужем.

- Анна Михайловна, 1-я жена
- Екатерина Петровна, 2-я жена
- Строганов с женой и детьми в Париже
- Павел Александрович, сын
- София Александровна, дочь